# 对中国共产党的称谓
对中国共产党的称谓，分为“褒称”和“贬称”。

## 英文名称

### CPC
CPC（Communist Party of China）目前为官方的中国共产党英语译名。

### CCP
CCP（Chinese Communist Party），目前最常用的中国共产党非官方英语译名。1920年代与1930年代，知识分子与青年学生间，常用英文缩写称呼共产党（CP，communist party的缩写）与共青团（CY，communist youth的缩写）。

## 褒称
湖南省城步苗族自治县政协学习文史委主任雷学业表示，中国共产党是苗族人民的大救星，认为“只有在中国共产党的领导下，只有社会主义新时代，苗族人民才能真正当家作主，才能获得自己的政治生命”。
《党啊，亲爱的妈妈》歌词中写：“党啊党啊，亲爱的党啊，你就像妈妈一样把我培养大”，简称“党妈”。
中華人民共和國政府以及中华人民共和国媒体自称中国共产党是中国抗日战争的中流砥柱。

## 贬称

### 中華民國对中共的贬称

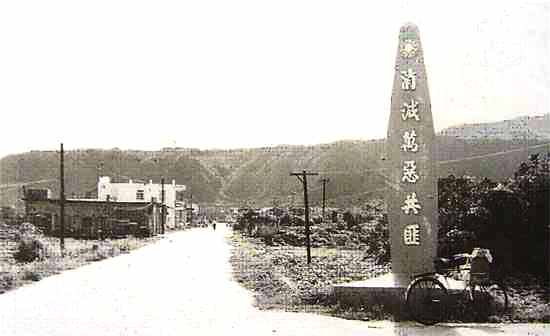
1950年代在臺灣臺東縣綠島鄉的「消滅萬惡共匪」精神標語。

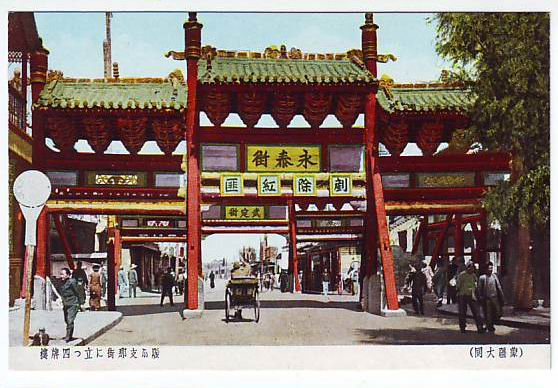
日本傀儡政权蒙疆聯合自治政府时期，大同四牌楼上的“铲除红匪”标语。

“共匪”或稱“赤匪”是中文裡對共產黨有關人士的一種蔑稱，其多數情況指中國共產黨黨員或支持中國共產黨的親共派人士，很少指其他國家的共產黨。「赤匪」一詞用來指稱抗戰爆發前的中国共产党及红军，而「共匪」除指稱共產黨人外，還用作指1949年前後的中華人民共和國政府：赤匪和共匪等名詞主要用在中國國民黨領導的中華民國政府與中國共產黨（包含第二次國共內戰后建立的中華人民共和國）嚴重對立的時期。
近代中國內戰頻繁，盜匪猖獗，政府通常將各種造反的武裝團體與盜匪等同。清朝政府曾將太平天國運動稱為「粵匪」，義和團運動則稱為「拳匪」。辛亥革命後，新生的中華民國政治動盪，軍閥混戰，各派政治勢力常以「匪軍」之名加諸於對方。國民政府在1927年宣佈剿匪後，賀龍、朱德、毛澤東在井岡山等地建立獨立的武裝與國民政府對抗，國民政府遂將中國共產黨稱為「赤匪」、「紅匪」、「共匪」、「毛匪」、「毛赤」、「黃俄」、「土共」等；而对中國共產黨軍隊（从中国工农红军到中国人民解放军）相对温和的称呼为“共军”，较为激进的称呼则为“武装共匪”，指持有武器的共产党人。
中華人民共和國建國後，中华民国政府對中華人民共和國不予承認，使用“中共”（即中国共产党的简称）称呼中華人民共和國，或伪“中华人民共和国”。亦有将中國共產黨统治的中国大陆称作“匪区”或者“北平匪偽政權”、“中共匪区”、“大陸匪區”、“大陸沦陷区”、“匪偽政府”、“中共匪国”、或簡稱“匪偽”、“匪區”，例如《戒嚴時期台灣地區查禁匪偽郵票實施辦法》。與此類似的詞彙還有“匪新華社”、“殺朱拔毛”等。中共相關黨員的姓名之間也常常被加上「匪」字，如「毛匪澤東」、「朱匪德」等等；引進親中華民國的國外雜誌中若出現中共領袖人物的照片，照片上的中共領袖人物的頭上都要加上「匪」字；而“共匪”的間諜曾被稱作「匪諜」。
中國目前最大之禍患，厥為赤匪。國民政府與全國人民當前最急要之工作，亦莫過於撲滅赤匪。赤匪之禍患，其已發露於江西、湖南等處者，固在政府與當地人民協力撲滅之中，而其潛伏於他處，冀圖使各省均為江西與湖南之續者，亦已漸露其端，而實不容吾人之忽視。以各地受匪殘害之種種事實言之，赤匪之存在與蔓延，不惟於中國民族生存與發展不能相容，且於全國人民各個人之生命與生計不能並立。
 — 《國民政府向國民會議提出剿滅赤匪報告案》，民國二十年五月十二日
我全國同胞當此赤匪、軍閥、叛徒與帝國主義聯合進攻、生死存亡間不容髮之秋，自應以臥薪嘗膽之精神作安內攘外之奮鬥；以忍辱負重之毅力雪黨、國百年之奇恥……惟攘外必先安內，去腐方能防蠹。此次如無粵中叛變，則朝鮮慘案必無由而生，法權收回問題亦早已解決，不平等條約取消自無疑義……故不先滅赤匪，恢復民族之元氣，則不能禦侮；不先削平粵逆，完成國家之統一，乃不能攘外。
 — 蔣中正，《告全國同胞一致安內攘外書》，民國二十年七月二十三日
中共匪黨嘯聚了一些民族敗類、無恥漢奸和賣身投靠份子，扮演了所謂「人民政治協商會議」，在不到十天的短時間內，執行了共產國際預定的計畫，宣佈了蘇維埃極權主義的國體，廢除了中華民國的國號，採用了俄國式的紅旗，改變了我四億五千萬國民同聲誦唱的國歌。
 — 蒋中正，《中華民國三十八年國慶紀念告全國軍民同胞書》 ，民國三十八年十月九日
現在的共匪，不管他手段如何毒辣，方法如何奸詐，都是不足畏的。因為他根本是一個無人性道義的匪黨，遲早必然要消滅的。何況現在全國民眾處在他橫征暴歛宰割屠殺之下，過着水深火熱的生活，即使其不能揭竿而起，亦必將簞食壺漿以迎國軍。這種普遍的民怨沸勝更要加速共匪的崩潰，促成我們的成功。
 — 蒋中正，《軍人魂》，民國三十九年
杭州是一個風景優美的地方。城外的西湖，周圍幾十里。湖邊有楊柳，真像一張圖畫。杭州人民，有的打魚，有的種田，十分快樂。所以大家都說杭州是天堂。 自從共匪到了杭州，又是清算，又是鬥爭。人民被殺的被殺，餓死的餓死。過了幾年，共匪更成立了「人民公社集中營」。他們把人民當牛馬，讓幾百人幾千人一塊兒工作，一塊兒吃飯，一塊兒睡覺。男的在男公社，女的在女公社。使得家人分散，爸爸見不到媽媽，媽媽見不到兒女。人們每天從早到晚的工作，吃不飽，穿不暖。杭州從前是快樂的天堂，現在變成了愁苦的地獄。
 — 國立編譯館，國小《國語課本》第五冊第十四課《天堂變成地獄》
毛共匪幫是中華民國的一個叛亂集團，對內殘害人民，罪惡如山，乃全中國人民尤其是大陸上七億同胞之公敵；對外肆行顛覆侵略，為聯合國所裁定之侵略者。目前大陸雖為毛共匪幫所盤踞，但以台澎金馬为基地的中華民國政府，乃是大陸七億中國人民真正代表——代表他們的共同意願與痛苦呼聲，并給與他們反抗毛共暴力，爭取人權自由以最大的勇氣和希望。 
 — 蔣中正《中華民國退出聯合國告全國同胞書》，民國六十年十月二十六日
1983年，蔣經國在總統文告首次以“中共”而非“共匪”稱呼對岸政權。此後，在描述中華人民共和國之政府機構、職稱及文件時，仍要將相關名稱用引號包住以作不承認之意，如：
- 中共「總理」
- 中共「外交部」
- 中共「護照」

臺灣廢止《動員戡亂時期臨時條款》後，共匪一詞就不在正式場合使用，“匪區”一般改稱“中共佔領區”。隨著臺灣獨立運動的發展，臺灣有越來越多民眾直接使用中國一詞來指稱中國大陸，但在中華民國官方正式公文中通常仍避稱中華人民共和國，仍以“大陸”或“中國大陸”稱之（民主進步黨執政時期例外）。1994年，中國大陸浙江省發生千島湖事件後，中華民國總統李登輝曾經公開批評中共是「土匪政權」，「像土匪一樣害死我們那麼多同胞」。
臺灣人民間也會用「阿共仔」（臺灣話）作為對中華人民共和國政府或者中國共產黨的習慣稱呼用語，一如稱日本人為「阿本仔」，稱呼中國大陸人為「阿陸仔」（臺灣話），早年稱外省人為「阿山仔」（唐山人）。

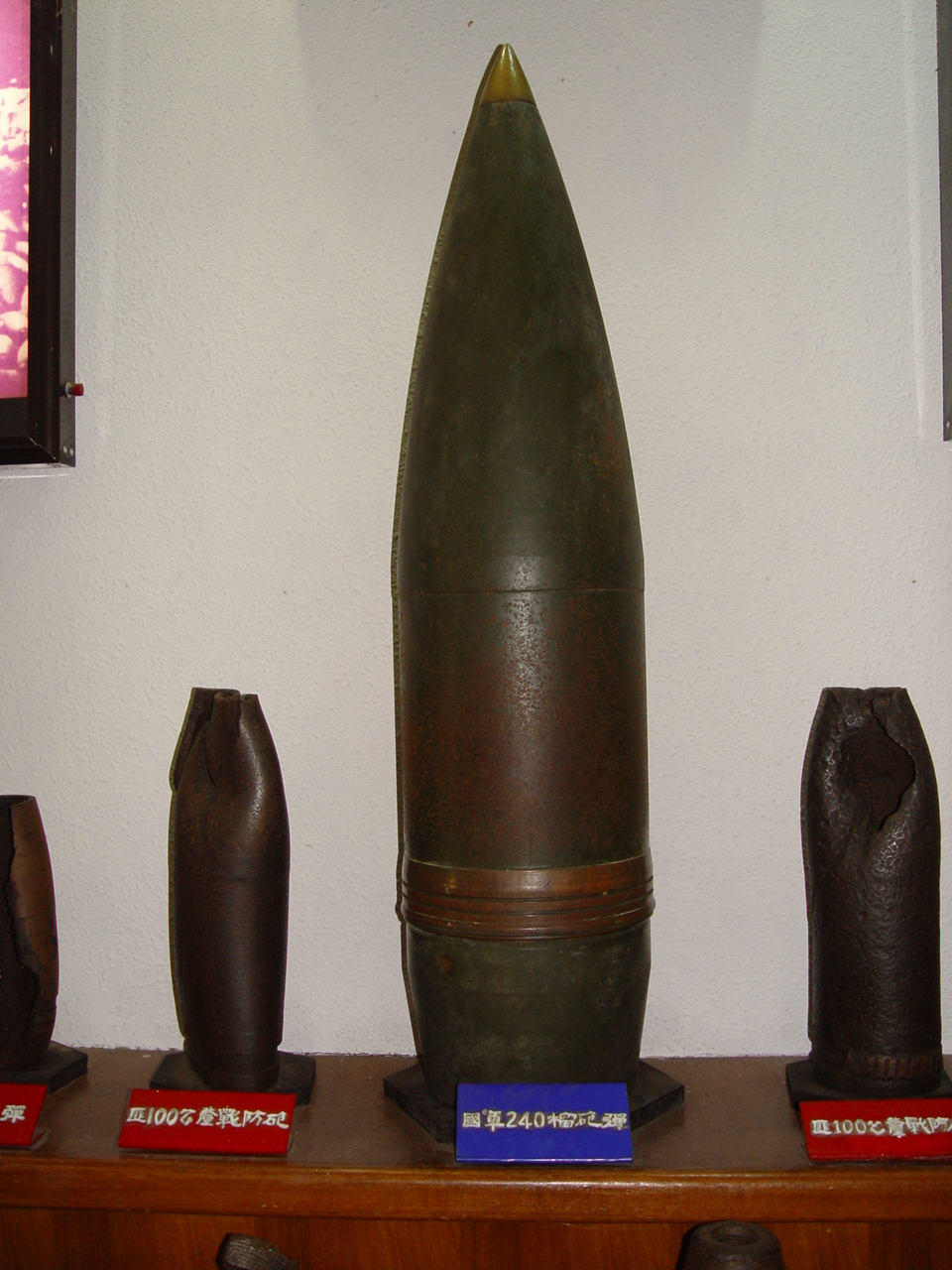
金門炮戰炮彈，兩側為中國人民解放軍砲彈，稱為「匪砲」。

共軍，意為中国共产党的軍隊，在普遍概念中，與「共軍」相對的是國民黨創建的「國軍」。「共軍」包括中國現代歷史上的中国工农红军、八路军、新四軍甚至后来的中国人民解放军、中国人民志愿军等共產黨軍隊，当今用语中特指中国人民解放军。中華民國政府與民間普遍使用「共軍」來代指中国人民解放军，性質較「共匪」溫和。至今中華民國國防部仍在使用「共軍」一詞。
“党卫军/党卫队/国家社会主义中华劳工党党卫队/匪党军”，中文里的“党卫军”原本是德国纳粹党下属的军事组织武装党卫队的俗称，后该词衍生为代指解放军的讽刺用语，因解放军的实际组织归属属于中国共产党，同时其格言亦为“听党指挥”，因此以“党卫军”一词衍生用于抨击和作为蔑称以指解放军。

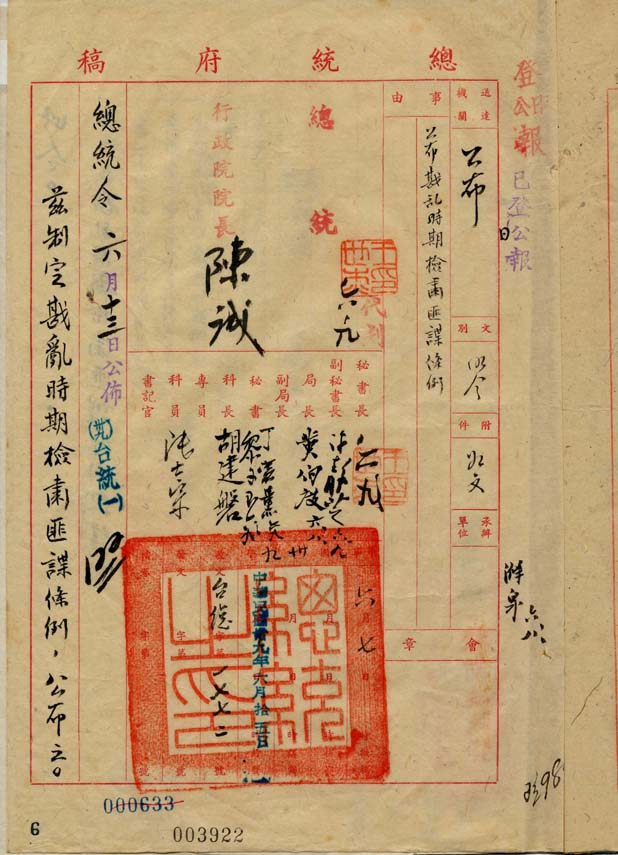
公佈戡亂時期檢肅匪諜條例，1950年6月13日

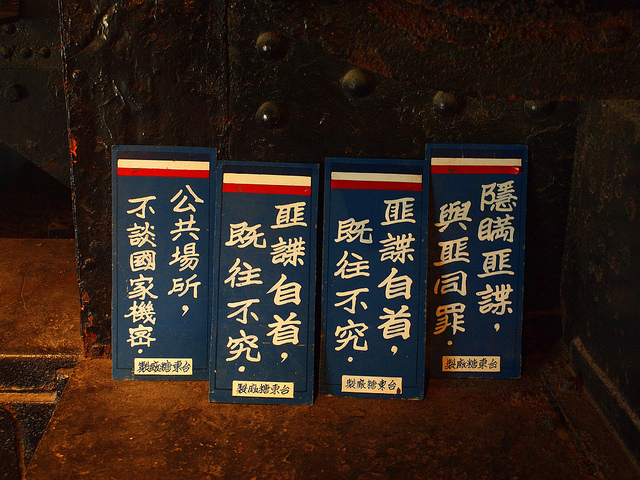
台灣戒嚴時代在大街小巷常見的保密防諜標語，其中的「匪」即指中國共產黨。

匪諜，在台灣戒嚴時期中華民國政府所使用的法律術語，用以指稱中國共產黨派遣至台灣進行地下情報活動的間諜人員。充滿特定的意識型態，目前多使用於「罵人」或有「特定目的」的政治人物上。
在台湾，共匪和赤匪亦可以指向其他國家或者地區共產主義組織和政黨，包括「俄寇共匪」（苏联）、「越南共匪」（越南共產黨）、「北韩共匪」（朝鲜劳动党）。「共軍」這個詞也可以指世界各國共產黨所擁有的軍隊武力，意思近於紅軍。如蘇軍、越軍也會被稱爲「共軍」。此外，南韓官方还將朝鮮人民军稱爲「武裝共匪」。
“驅除馬列，恢復中華”，源自辛灝年一說，類同孫中山的「驅逐韃虜，恢復中華」。延續了蔣中正反共復國思想，主張「消滅萬惡共匪，中華民國光復大陸，建設自由民主新中國」的民主革命理想。

### 中国大陆右翼异议人士对中共的贬称
“国家社会主义中国工人党”，该称呼源自于原德国“纳粹党”的全名“国家社会主义德国工人党”。其含义与“赤纳粹”相同，在称呼中共时该名相当于作为“赤纳粹”的“正式”名称，用以强化讽刺抨击中共在社会控制，对外政策等方面与纳粹党不相上下，如煽动民粹主义和极端民族主义，自上而下的集权体制等。

### 中国大陆左翼异议人士对中共的贬称
“特色党／中修／中特资”，源自于“中国特色社会主义”，毛派等左翼异议人士派别认为自改革开放后中共提出的中国特色社会主义思想本质上是修正主义，绝大多数左翼异议人士认为中共现今是资本主义政党，故称。

### 香港各派系對中共的贬称
香港泛民主派及香港本土派也有以「老共」、「共狗」、「土共（tg）」、「左仔」、「黃俄」、「匪諜」及「國家黑社會主義」等稱呼中國共產黨黨員及其支持者。
“西朝鮮”意指中国共产党鄰近朝鮮，朝鲜劳动党亦受中共的組織影響，組建黨國體制。
“黑社會主義”意指中國共產黨推行的中國特色社會主義實際上是竊盜統治、黑金政治、恐怖主義。「中共法西斯」一詞在六四事件中有一名學生在電視用過，批評中国共产党對異見人士高壓統治手段方面似義大利墨索里尼，特別是在改革開放後至今之情況。
「偉光正」全稱「偉大、光榮、正確」，源自政治口號「伟大的、光荣的、正确的中国共产党万岁！」。簡稱為「偉光正」時，通常用於對中國官方和中國共產黨的諷刺，尤其对于出于宣传需要而被过度粉饰的部分人物英雄形象的形容。
“赤納粹”指中华人民共和国政府比纳粹德国政府有过之而无不及，部分人士认为中华人民共和国從威權主義過渡到新極權主義或後極權主義，因此在2019年香港的反對逃犯條例修訂草案運動期間，抗爭者以「赤納粹」稱呼中共政權。
“支共”或“支那共產黨”，用支那一詞是由港獨派所激起，以強化對中華人民共和國人身份的不認可立場，或加強對其統治的「中國」進行侮辱。“支”是指“支那”，是近年就獨立（如香港獨立運動）與中華人民共和國國籍認可的新議題上，一種民族性侵犯同「法定國籍」的不承認。不過「支那共產黨」一詞在中華民國大陸時期即已出現，例如江亢虎在1923年出版的《新俄游记》提到有位杭州人在蘇俄自稱是支那共產黨的代表。東亞同文會和日本軍方也用支那共產黨稱呼中國共產黨。
「北狄」本乃上古部族，在古文中常泛指華夏皇朝北方的部族和國度，屬華夷之辨的用語。將中華人民共和國稱呼作「北狄」，意味中共等同儒家學說中的蠻夷，不配「中國」、「中華」之名，同時暗示香港是華夏文明的正統。詳細理據則頗為多元，可以基於兩地文化差別、中共對香港政制、民俗等的壞影響、中共體制性質，又或者以中共在文化大革命出現破四舊的行為為準。

### 法轮功对中共的贬称
法輪功人士成立的媒體（如大紀元時報）通常利用「惡黨」、“邪黨”、“共產邪黨”、“共產邪靈”等稱呼。《九評共產黨》稱“邪靈附體”。

### 其他贬称
其他贬称有共慘党、共殘党、共铲党、共摻黨等。

## 註解
1. ↑  唯這種做法並不只見於國民黨對中國共產黨人士的稱謂，中國共產黨也曾有類似的作法，像是《让苏修叛徒在伟大革命风暴面前发抖吧》及《佐藤亲美卖国反华的丑恶嘴脸》中，都曾有以「蔣匪介石」稱呼蔣中正的做法